# Баньяра-Калабра
Баньяра-Калабра (італ. Bagnara Calabra, сиц. Bagnara) — муніципалітет в Італії, у регіоні Калабрія,  метрополійне місто Реджо-Калабрія.
Баньяра-Калабра розташована на відстані близько 500 км на південний схід від Рима, 100 км на південний захід від Катандзаро, 24 км на північний схід від Реджо-Калабрії.
Населення — 10 406 осіб (2014).
Щорічний фестиваль відбувається 6 грудня. Покровитель — святий Миколай.

## Демографія
Населення за роками:

Станом на 1 січня 2023 року в муніципалітеті офіційно проживали 204 іноземці з 29 країн, серед них 100 громадян країн Євросоюзу та 17 громадян України.

## Сусідні муніципалітети
- Мелікукка
- Сант'Еуфемія-д'Аспромонте
- Шилла
- Семінара

## Персоналії
- Міа Мартіні (1947-1995) — співачка, зірка італійської естради